# Sigala (Estland)
Sigala is een plaats in de Estlandse gemeente Hiiumaa, provincie (en eiland) Hiiumaa. De plaats heeft de status van dorp (Estisch: küla).
Sigala lag tot in oktober 2013 in de gemeente Kõrgessaare, daarna tot in oktober 2017 in de gemeente Hiiu en sindsdien in de fusiegemeente Hiiumaa.

## Bevolking
Het aantal inwoners schommelt sterk:
| Jaar            | 2000 | 2011 | 2018 | 2019 | 2020 | 2021 |
| --------------- | ---- | ---- | ---- | ---- | ---- | ---- |
| Aantal inwoners | 0    | 13   | 4    | < 4  | 6    | 3    |

## Geografie
De plaats ligt aan de noordkust van het eiland Hiiumaa, op het schiereiland Kootsaare aan de Baai van Meelste, een onderdeel van de Oostzee.
De Tugimaantee 80, de secundaire weg van Heltermaa via Kärdla naar Luidja, loopt langs de zuidgrens van het dorp.
Op het grondgebied van het dorp liggen vijf meertjes, Allikalaht, Haavasoo järv, Lambalaht, Venelaht en Väike Venelaht. Een deel van het dorp ligt in het beschermde natuurgebied Kõrgessaare-Mudaste hoiuala.

## Geschiedenis
De naam Sigala betekent varkensstal, maar er bestaan ook andere verklaringen voor de naam. De plaats werd voor het eerst genoemd onder de naam Siekla, Siekla Matz of Siggaled in 1565. Latere namen waren Matz Martson i Sickaleth (1576), Siggalaid (1728) en Siggala (1798). De plaats lag op het landgoed van Hohenholm (Kõrgessaare).
In de jaren veertig van de 20e eeuw werd het dorp bij het buurdorp Reigi gevoegd. Pas in 1997 werd het hersteld als apart dorp.